# Romain Hoeltzel
Romain Hoeltzel, né le 1er juillet 2004, est un joueur français de basket-ball évoluant au poste de meneur. Il joue actuellement au sein de l’Alliance Sport Alsace (ASA) en Pro B, le deuxième échelon du basket-ball français.

## Biographie

### Formation et débuts
Originaire de la région Grand Est, Romain Hoeltzel débute le basket-ball au sein du Basket Club Gries Oberhoffen (BCGO), un club alsacien réputé pour la qualité de sa formation. En 2021, il rejoint les rangs de l’Alliance Sport Alsace, un club issu de la fusion de plusieurs structures bas-rhinoises, dont le BCGO.

### Carrière en club
Romain Hoeltzel intègre l’effectif professionnel de l’ASA dès la saison 2021-2022. Afin de gagner en temps de jeu et en expérience, il est prêté la saison suivante (2022-2023) au Basket Club d'Orchies, qui évolue en Nationale masculine 1, le troisième niveau national. Durant cette saison, il affiche des moyennes de 8,4 points et 1,9 passe décisive par match sur 36 rencontres, pour une évaluation moyenne de 7.
De retour à l’ASA pour la saison 2023-2024, il s’impose progressivement comme un élément régulier de la rotation en Pro B. Lors de cette saison, il dispute 28 matchs et enregistre des moyennes de 2,8 points, 1,0 rebond et 1,3 passe décisive par match.

### En sélection nationale
En 2023, Hoeltzel est sélectionné en équipe de France U19 pour disputer la Coupe du monde des moins de 19 ans 2023 en Hongrie. Il participe à six rencontres durant la compétition, avec des moyennes de 1,2 point, 1,0 rebond et 1,8 passe décisive par match.

## Style de jeu
Joueur à l’aise dans la création et la gestion du tempo, Romain Hoeltzel se distingue par sa vision du jeu et sa capacité à impliquer ses coéquipiers. Doté d’un bon tir extérieur, il progresse également sur le plan défensif, ce qui lui permet de gagner la confiance de son entraîneur en Pro B.[Interprétation personnelle ?]

## Statistiques
Les statistiques complètes de Romain Hoeltzel sont disponibles sur les bases de données officielles de la FIBA et sur le site BeBasket.

## Palmarès
Participation à la Coupe du monde des moins de 19 ans 2023 avec l'équipe de France U19.

## Clubs
- 2021-2022 : Alliance Sport Alsace (Pro B)
- 2022-2023 : Basket Club d'Orchies (Nationale Masculine 1) – prêt
- depuis 2023 : Alliance Sport Alsace (Pro B)